# Calore latente
In termodinamica, il calore latente (indicato col simbolo λ, la lettera greca lambda) è la quantità di energia scambiata (sotto forma di calore) durante lo svolgimento di una transizione di fase (o "passaggio di stato") del primo ordine. Ad esempio, il "calore latente di fusione" è l'energia massima corrispondente al passaggio di un sistema (costituito da una a più sostanze chimiche) dallo stato solido a quello liquido.

## Caratteristiche
Nel Sistema internazionale, l'unità di misura del calore latente è J/kg. Spesso il calore latente viene espresso per mole di sostanza (calore latente molare) e nel SI si misura in J/mol.
Secondo la teoria cinetica dei gas, durante la transizione di fase di un sistema bifasico, l'energia scambiata con il sistema (assorbita o rilasciata) non ne incrementa (o decrementa) la temperatura, bensì agisce sulla forza dei legami intermolecolari. Tale energia è il calore latente.
Ad esempio, mentre si fa bollire dell'acqua, il calore fornito non ne innalza la temperatura (questa, infatti, rimane costante durante l'ebollizione), ma fornisce energia alle molecole, le quali, di conseguenza, saranno libere di occupare tutto il volume a loro disposizione (ovvero passeranno dallo stato liquido, caratterizzato da una scarsa compressibilità, allo stato di vapore), fino al momento in cui tutta l'acqua sarà passata in fase gassosa.
A seconda del tipo di transizione di fase in questione, si parla di:
- calore latente di fusione
- calore latente di vaporizzazione
- calore latente di sublimazione.

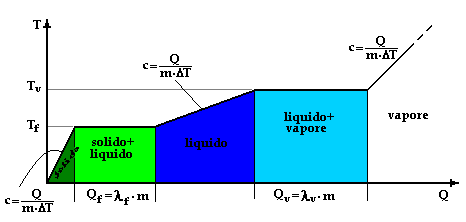
Grafico del calore necessario ai passaggi di stato di una sostanza. Sono evidenziate in chiaro le fasi di transizione

Il calore necessario al passaggio di fase di una massa m di sostanza è:
{\displaystyle Q=\lambda \cdot m}
Cioè, il calore Q fornito o sottratto al sistema non influisce sulla temperatura, ma è proporzionale alla quantità di sostanza m che ha cambiato fase, e continua fino a che tutta la sostanza non cambia fase. 
Al contrario, in assenza di transizioni di fase, un apporto (o un prelievo) di calore determinano una variazione di temperatura (in aumento o in diminuzione): si parla, in questo caso, di calore sensibile.

## Tabella
| Calore latente e temperatura al cambio di stato di sostanze comuni alla pressione atmosferica |                                   |                             |                                       |                                 |
| Sostanza                                                                                      | Calore latente di fusione [kJ/kg] | Temperatura di fusione [°C] | Calore latente di ebollizione [kJ/kg] | Temperatura di ebollizione [°C] |
| Alcool etilico                                                                                | 108                               | -114                        | 855                                   | 78,3                            |
| Ammoniaca                                                                                     | 339                               | -75                         | 1369                                  | -33                             |
| Biossido di carbonio                                                                          | 184                               | -78,5                       | 574                                   | -56,56                          |
| Elio                                                                                          | 1.25                              | -269,7                      | 21                                    | -268,93                         |
| Idrogeno                                                                                      | 58                                | -259                        | 455                                   | -253                            |
| Azoto                                                                                         | 25,7                              | -210                        | 200                                   | -196                            |
| Ossigeno                                                                                      | 13,9                              | -219                        | 213                                   | -183                            |
| Mercurio                                                                                      | 11                                | -39                         | 294                                   | 357                             |
| Toluene                                                                                       |                                   | −95                         | 351                                   | 110,6                           |
| Zolfo                                                                                         | 54                                | 115                         | 1406                                  | 445                             |
| Acqua                                                                                         | 333,5                             | 0                           | 2272                                  | 100                             |